# Kreishh Gurbaxani
Kreishh Gurbaxani (Marathi क्रीश गुरबक्षनी; * 23. August 2002 in Mumbai) ist ein indischer Snookerspieler. Im Jahr 2024 qualifizierte er sich für die Profitour.

## Karriere

### Jugend und Anlauf auf die Profitour
Kreishh Gurbaxani begann im Alter von 9 Jahren, sich für Billard zu begeistern, nachdem er mit seinem Bruder einen Poolbillardclub besucht hatte. Als er heranwuchs, wechselte er zum Snooker und bereits mit 11 Jahren wurde er aufgrund seines Talents zum Schüler des Ex-Profis Yasin Merchant. Mit 15 Jahren wurde er Jugendmeister von Maharashtra, dem Bundesstaat seiner Heimatstadt Mumbai.
Bereits ein Jahr zuvor war er auch erstmals international in Erscheinung getreten und hatte an der U18-Weltmeisterschaft in Belgien teilgenommen. Ein Jahr später stand er beim erstmals ausgetragenen U16-Turnier im Viertelfinale. 2020 schied er beim WSF Junior Open, einem U17-Qualifikationsturnier für die Profitour, im Viertelfinale gegen den späteren Sieger Gao Yang aus.
Wie bei vielen Amateuren, brachte die COVID-19-Zeit seine Karriere erst einmal ins Stocken. Danach betrieb er sie aber von Europa aus weiter und nahm an der Q Tour Europe teil. Auch in den Q-School-Turnieren versuchte er, sich direkt für das Profisnooker zu qualifizieren, allerdings mit mäßigem Erfolg. 2024 erreichte er beim Hauptturnier der WSF Championship das Achtelfinale, wo er erneut nicht an Gao Yang vorbeikam. Den Durchbruch brachte nur wenig später der Wechsel zur Asia-Oceania Q School, die in Thailand ausgetragen wurde. Beim zweiten Turnier besiegte er unter anderem seinen Landsmann und Ex-Profi Himanshu Jain, erreichte das Entscheidungsspiel und qualifizierte sich durch einen 4:2-Sieg über Muhammad Naseem Akhtar aus Pakistan für zwei Spielzeiten auf der World Snooker Tour.

### World Snooker Tour
Zu Beginn der Saison 2024/25 tat sich Gurbaxani noch schwer und er verlor meist deutlich. Knapp dagegen war die 4:5-Niederlage gegen Robbie Williams bei den Wuhan Open. In der Qualifikation der Northern Ireland Open gelang ihm sein erster Profisieg mit 4:1 gegen Andrew Higginson. Ein wertvoller Sieg war das 6:4 gegen Allan Taylor bei der UK Championship, das einen ersten Fortschritt in der Weltrangliste brachte. Nicht so bedeutend für die Platzierung, dafür umso mehr für die öffentliche Aufmerksamkeit war danach sein Auftreten beim Shoot-Out, einem Turnier mit Sonderregeln. Er gewann seine 1-Frame-Matches gegen Lei Peifan, Xu Si und Ashley Carty und verlor erst im Achtelfinale gegen Tom Ford.

## Erfolge
Ranglistenturniere:
- Viertelfinale: Snooker Shoot-Out (2024)

Qualifikation für die Profitour:
- Asia-Oceania Q School (2024 Turnier 2)